# Castello di Mannheim
Il castello di Mannheim (in tedesco: Mannheimer Schloss) è un grandioso palazzo barocco che sorge a Mannheim, nel land del Baden-Württemberg; in Germania.
In origine era la residenza principale dei Principi-elettori del Palatinato. Attualmente, esso è utilizzato principalmente dalla Università di Mannheim.

## Origini
La città di Mannheim, fondata nel 1606, fu fortificata e all'attuale sito del castello c'era una fortezza chiamata Friedrichsburg, a volte utilizzata come residenza alternativa per l'elettore, uno dei più importanti principi territoriali del Sacro Romano Impero.
Il palazzo reale risale al XVIII secolo, quando l'elettore Carlo III Filippo del Palatinato decise di nominare Mannheim nuova capitale del Palatinato, nel 1720. La costruzione ebbe inizio il 2 giugno 1720 su progetto dell'architetto francese Jean Clément Froimont. Il processo di costruzione è stato destinato a un costo di circa 300.000 fiorini, ma alla fine, il costo palazzo fu di circa 2.000.000 fiorini, ciò fece peggiorare la situazione finanziaria del Palatinato. Altri architetti si susseguirono, fra cui Alessandro Galli da Bibbiena e Nicolas de Pigage, che lo completò nel 1760. Le prime istituzioni amministrative hanno iniziato a utilizzare il palazzo nel 1725, ma Carlo III Filippo fu in grado di trasferire la sua corte, nella nuova residenza, solo nel 1731.
Carlo III Filippo morì nel 1742 e gli successe un lontano parente, il giovane Carlo Teodoro. Durante il suo regno il palazzo e la città di Mannheim hanno visto il loro apice. 
Nel 1777 Wolfgang Amadeus Mozart vi tenne un concerto organistico.
Nel 1778 Carlo Teodoro divenne Elettore di Baviera e si trasferì insieme alla sua corte a Monaco di Baviera. Sebbene Mannheim continuò a mantenere il titolo di "residenza", il palazzo è stato utilizzato solo come alloggio per diversi organi amministrativi.
Le cose peggiorarono ulteriormente quando Mannheim fu assediata nel corso delle guerre napoleoniche. Durante la riorganizzazione della Germania, l'Elettorato del Palatinato è stato diviso e Mannheim entrò a far parte del Granducato di Baden. La granduchessa Stéphanie de Beauharnais, la consorte del granduca Carlo II di Baden, visse qui dopo il 1806. Per la maggior parte del XIX secolo e l'inizio del XX secolo il palazzo venne utilizzato come edificio rappresentativo e come museo per la città.
Durante la seconda guerra mondiale il palazzo fu pesantemente bombardato e parzialmente distrutto.

## Architettura
Il sito del palazzo è di notevole impatto visivo, dato che si tratta del più grande palazzo barocco della Germania; anche se la costruzione di strade e binari ferroviari ha diminuito il suo aspetto imponente. A sud-ovest esso si affaccia sul Reno e su Ludwigshafen, mentre la facciata di nord-est, con i suoi 450 metri di lunghezza, è rivolta verso il centro di Mannheim.
Con le sue sale di rappresentanza la parte centrale del palazzo, il Mittelbau,  ospita oggi la Biblioteca Universitaria e il Rittersaal. Qui è stato inaugurato un museo nel 2007. Sotto l'Ehrenhof vi è un enorme bunker risalente alla seconda guerra mondiale.
L'ala settentrionale comprende l'imponente Schlosskirche (chiesa del palazzo) e la sezione di legge, così come un tribunale di prima istanza. L'ala sud o orientale è molto più grande di quella settentrionale. I costi di riscaldamento per il palazzo ammontano a quasi 2000000 € all'anno.

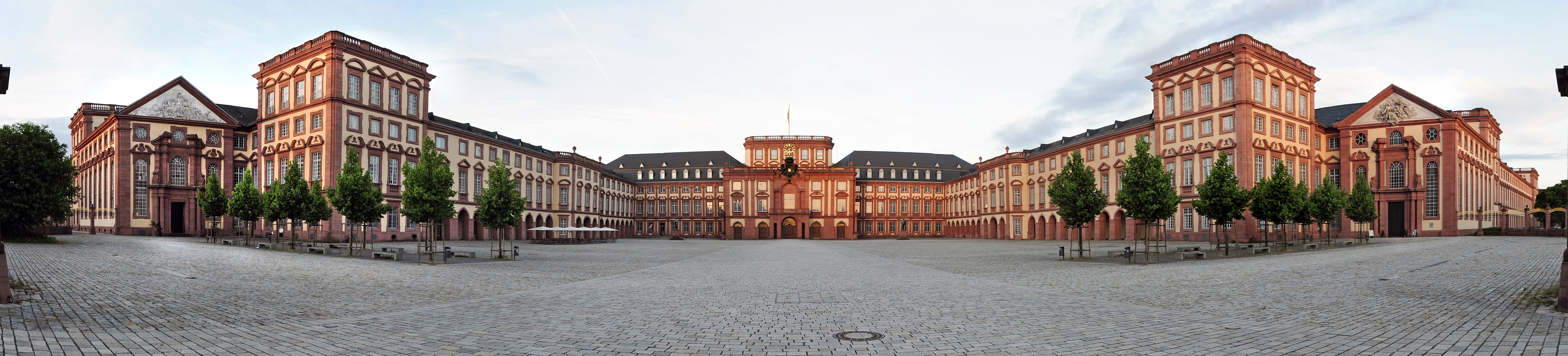
Palazzo di Mannheim, l'Ehrenhof, fotografia panoramica 180°